# ایموبلایزر

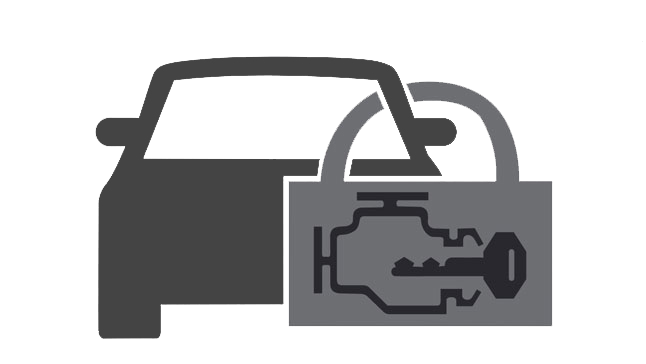
نماد ایموبلایزر

ایموبلایزر (به انگلیسی: immobiliser or immobilizer) یک سیستم امنیتی الکترونیک است که در خودروها نصب می‌شود و اگر از سوییچ اصلی خودرو استفاده نشود از روشن شدن خودرو جلوگیری می‌کند. این سیستم از سرقت خودرو با روش‌های سنتی چون اتصال سیم‌های سوییچ جلوگیری کرده و تحقیقات نشان داده که استفاده مداوم از این سیستم سبب کاهش ۴۰ درصدی میزان دزدی خودرو شده‌است.
سیستم ایموبلایزر/ اعلام خطر در سال ۱۹۱۹ توسط جورج اوانز و ادوارد برکنوئل اختراع و ثبت شد.
سیستم ضد سرقت ایموبلایزر در تمام خودروها جدید نصب بوده و نصب آن بر روی خودروها از سال ۱۹۹۸ در آلمان، انگلیس، فلاند، از سال ۲۰۰۱ در استرالیا، از سال ۲۰۰۷ در کانادا و همچنین از سال ۱۳۸۶ خورشیدی در ایران اجباری بوده‌است.
مدل اولیه این سیستم از یک کد ثابت در کلید خودرو استفاده می‌شد که به وسیله آنتن RFID به صورت حلقه ای بر دور سوئیچ خوانده  می‌شد و وظیفه تطبیق و صحت کد با قسمت (ECU) خودرو خوانده میشود. اگر کد مورد تأیید قرار نمی‌گرفت ECU اجازه سوخت رسانی را صادر نمی‌دهد و در نتیجه احتراق انجام نمی‌شود. در نسل‌های بعدی از رمزهای متغیر با سیستم کد گذاری پیشرفته برای جلوگیری از کپی کد از کلید یا ECU استفاده شد.

## اجزاء تشکیل دهنده ایموبلایزر
- میکرو چیپ حافظه
- آنتن ترانسپوندر
- ICU
- ECU

همان‌طور که از اسمش پیداست عملکرد هر قسمتی از اتومبیل که باعث حرکت خودرو می‌شود را از کار میندازد. در خودروهای جدید معمولاً از سیستم سوئیچ ایموبلایزر (Immobilizer)دار استفاده می‌شود. سیستم ایموبلایزر یکی از جالب‌ترین سیستم‌های نصب شده در خودروهای جدید است که در واقع نوعی سیستم ضدسرقت محسوب می‌شود. با کمک این مکانیزم با استفاده از قفل نرم‌افزاری که بر روی ECU انژکتور گذاشته می‌شود پیشرانه خودرو از روشن شدن مانع می‌شود. تا زمانی که این قفل باز نشود استارت زدن توسط سوئیچ حاصلی نداشته و پیشرانه روشن نمی‌شود.
کلیدهای خودروهای دارای ایموبلایزر شامل دو قسمت می‌باشند؛ یکی بورد الکترونیکی مربوط به ریموت کنترل (در کلید ریموت کنترل‌دار) که کار باز و بسته کردن درها را بر عهده دارد و دیگری قطعه کوچکی است که در واقع نوعی چیپ حافظه است. آنتن ترانسپوندر که بر روی سوئیچ در زیر فرمان نصب می‌شود شامل یک بورد الکترونیکی و یک سیم پیچ است که می‌تواند همانند یک مین‌یاب یک میدان مغناطیسی کوچک ایجاد نماید. وقتی کلید را در داخل سوئیچ در زیر فرمان قرار می‌دهیم چیپ حافظه داخل کلید تحت حوزه مغناطیسی ترانسپوندر قرار گرفته و فعال می‌شود. در این حالت آنتن در ارتباطی دوجانبه با چیپ حافظه شروع به رد و بدل کردن اطلاعات کرده و می‌تواند کدی که ما ان را تحت عنوان Access code می‌شناسیم بر روی کلید ثبت نموده یا آن را از روی کلید بخواند. تمام این اطلاعات ارسال و دریافت کدها و بازگشایی کدها تنها در کسری از ثانیه انجام شده و راننده متوجه مورد خاصی نمی‌شود.
در ابتدای تولید خودرو قبل از اینکه خودرو استارت بخورد توسط دستگاه دیاگ باید کلید را برای خودرو تعریف نمود. در این پروسه Access code یک‌بار برای خودرو تعریف شده و در داخل کلید ثبت می‌شود. این کد توسط یک کارت به همراه کلیدهای خودرو به مشتری تحویل داده می‌شود. به وسیله این کد صاحب وسیله می‌تواند در صورت مفقود شدن کلیدها توسط دستگاه دیاگ کلیدهای دیگری را برای خودرو تعریف نماید. در این خودروها معمولاً یک لامپ چشمک زن قرمز رنگ که نشانه دارا بودن سیستم ایموبلایزر و نیز فعال بودن آن است در داخل صفحه نشان دهنده پشت فرمان (پنل خودرو) یا هر قسمت نمایان دیگری نصب شده‌است. مادامی که خودرو خاموش است این علامت فعال بوده و با روشن شدن پیشرانه غیرفعال می‌شود.

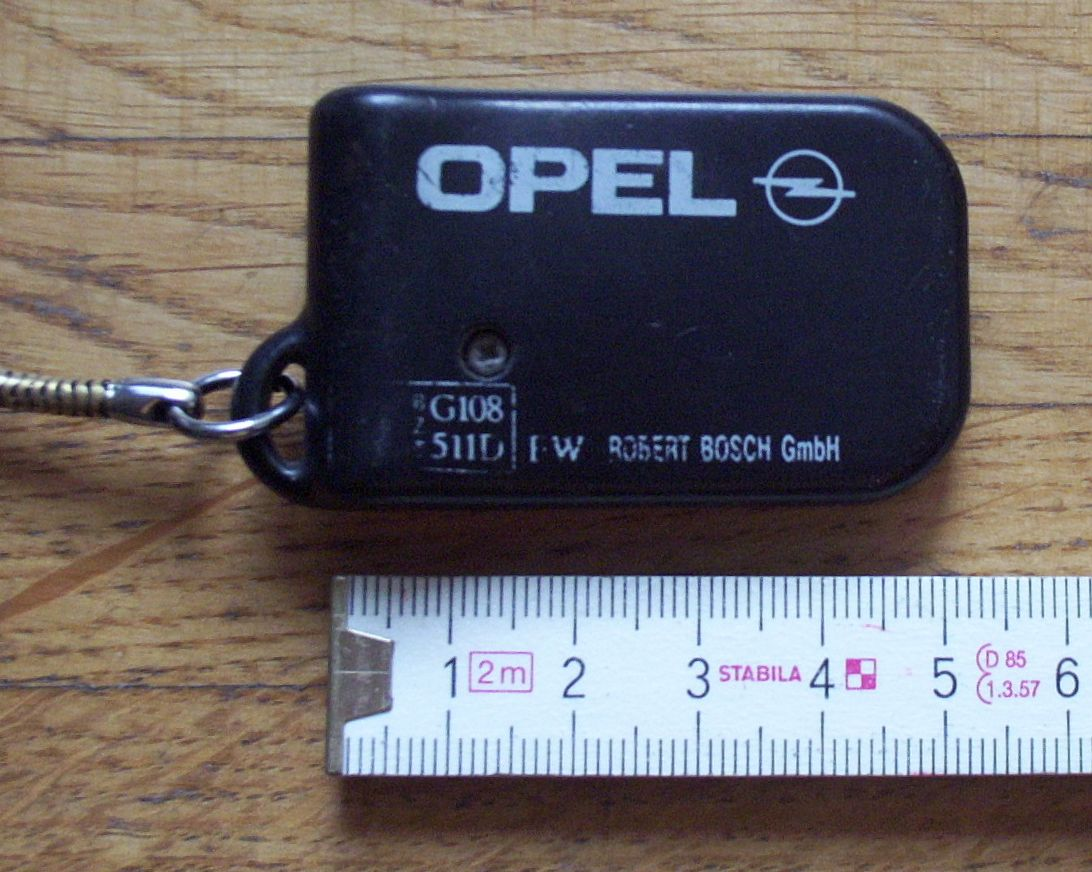
نسل نخست سامانه ضد سرقت